# Saxa di 152830 Dinkinesh
Segue una lista dei saxa presenti sulla superficie di 152830 Dinkinesh. La nomenclatura di 152830 Dinkinesh è regolata dall'Unione Astronomica Internazionale; la lista contiene solo formazioni esogeologiche ufficialmente riconosciute da tale istituzione.
I saxa di Dinkinesh portano nomi associati agli aggettivi bella, meravigliosa, magnifica e simili espressa nei vari linguaggi dell'umanità, declinati al femminile in considerazione del nome attribuito al corpo celeste.
Sono tutti stati identificati durante il sorvolo ravvicinato della sonda Lucy, l'unica ad avere finora raggiunto Dinkinesh.

## Prospetto
| Saxum        | Eponimo | Latitudine | Longitudine | Diametro |
| ------------ | --- | ---------- | ----------- | -------- |
| Totoka Saxum | Totoka - Parola in figiano per l'aggettivo "bella". Questo saxum è utilizzato per definire il meridiano fondamentale di 152830 Dinkinesh. | 2,3° N     | 356,9° E    | 9 m      |